# Cmentarz żydowski we Włodzimierzu
Cmentarz żydowski we Włodzimierzu – nieistniejący kirkut służący dawniej żydowskiej społeczności Włodzimierza.
Powstał w XVII–XVIII wieku i był jednym z najstarszych cmentarzy żydowskich w Europie Środkowej. Pierwotnie zajmował kwadratowy plac na północ od obecnej ul. Drahomanowa (dawniej Zawalskiej), pod koniec XVIII wieku został rozszerzony aż do obecnej ulicy Sahajdacznego (dawniej Dubnikowskiej). Nie był ogrodzony. W latach 60. XX wieku władze radzieckie zdecydowały o likwidacji dawnego cmentarza i przekształceniu jego terenu w park im. Gagarina. Macew użyto do wyłożenia chodników wzdłuż ul. Wasylkowskiej (obecnie już tam nie leżą). Na miejscu, gdzie dawniej znajdował się cmentarz, istnieje mauzoleum osiemnastowiecznego cadyka Szlomo Gitliba.